# باريرينسي لكرة السلة
باريرينسي لكرة السلة هو فريق كرة سلة برتغالي تأسس في 1911. يلعب في الدوري البرتغالي لكرة السلة.

## وصلات خارجية
- الموقع الإلكتروني